# Lijst van steden in Rwanda

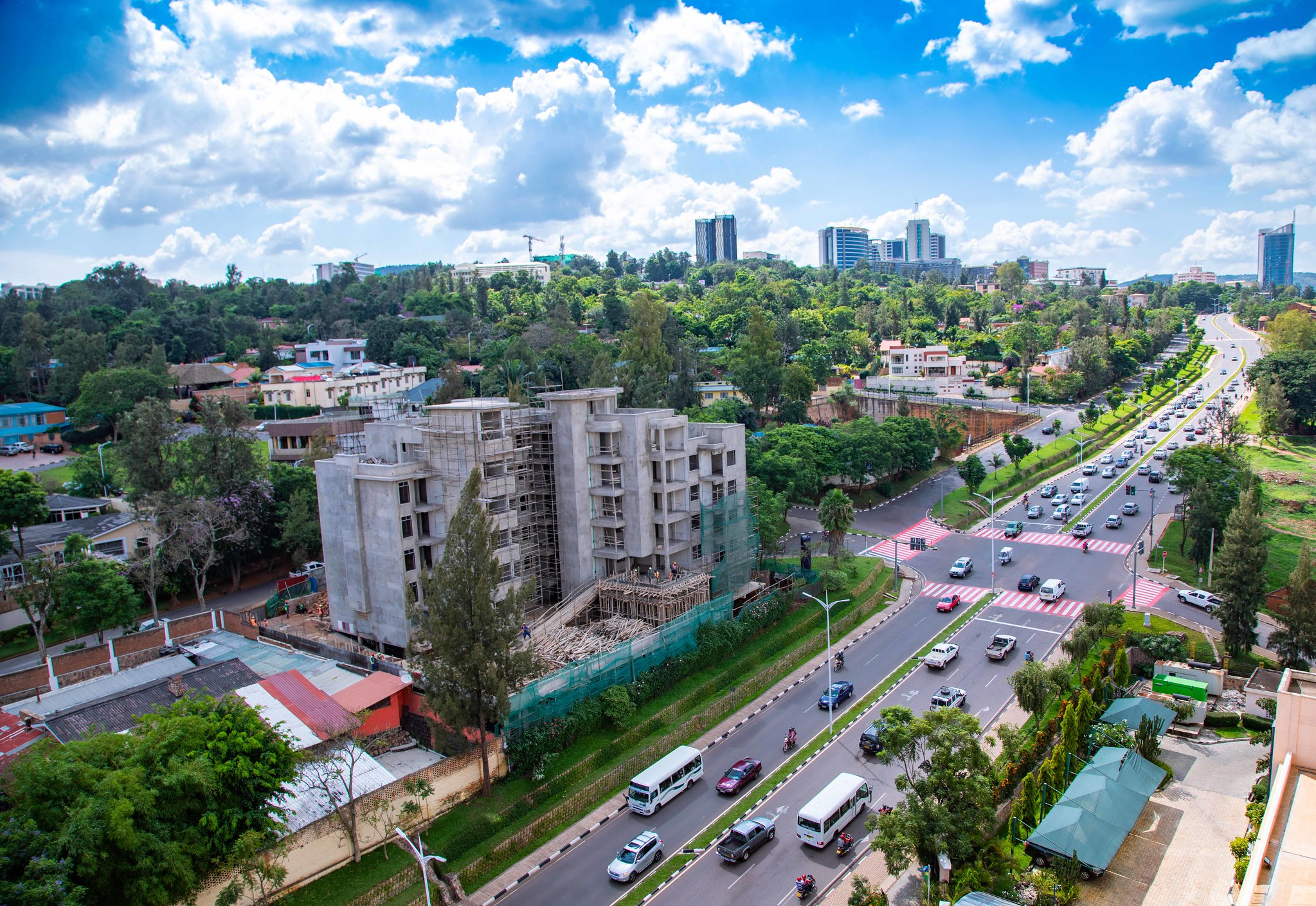
Kigali is de hoofdstad van het land

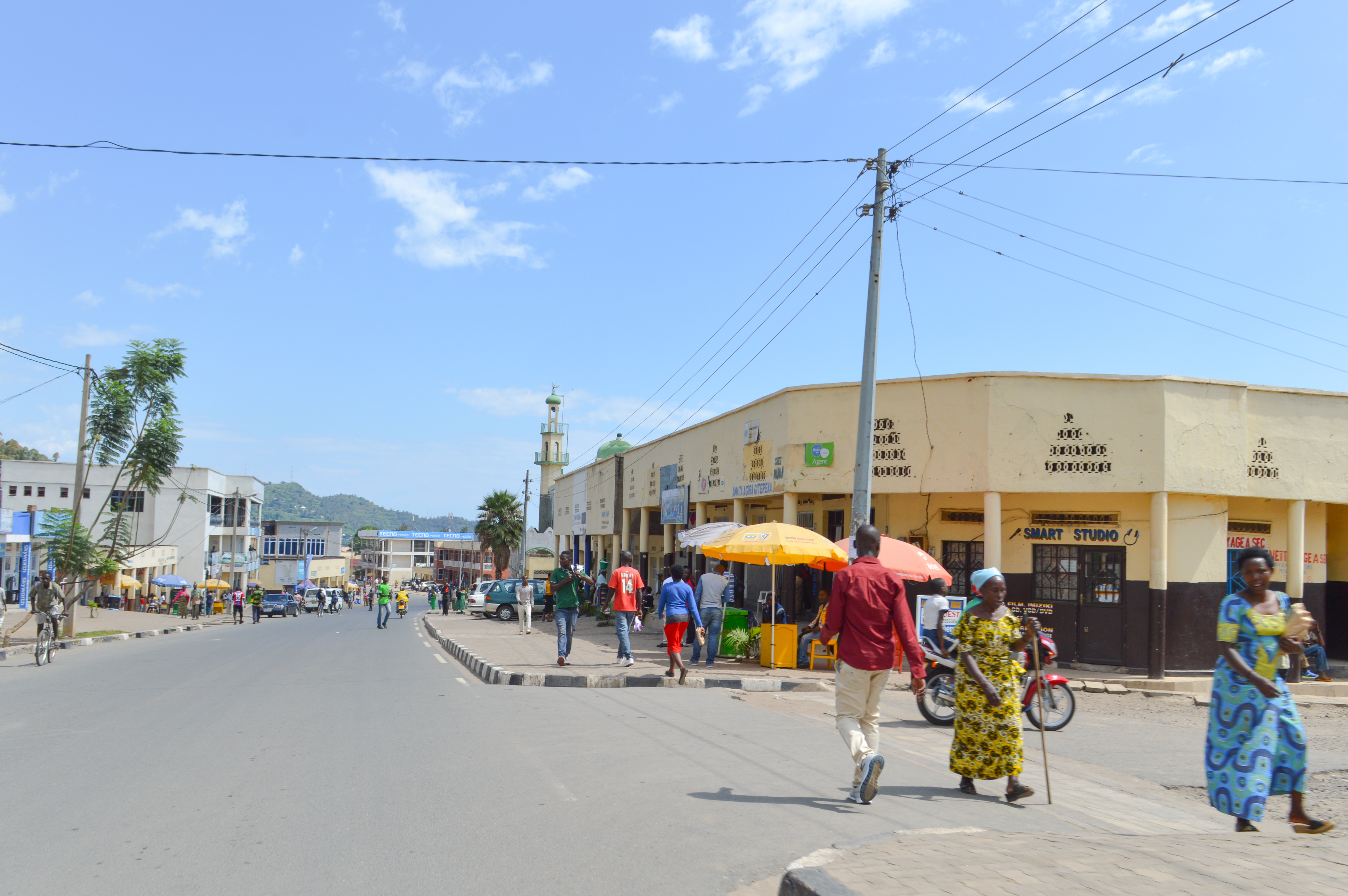
Rubavu (Gisenyi)

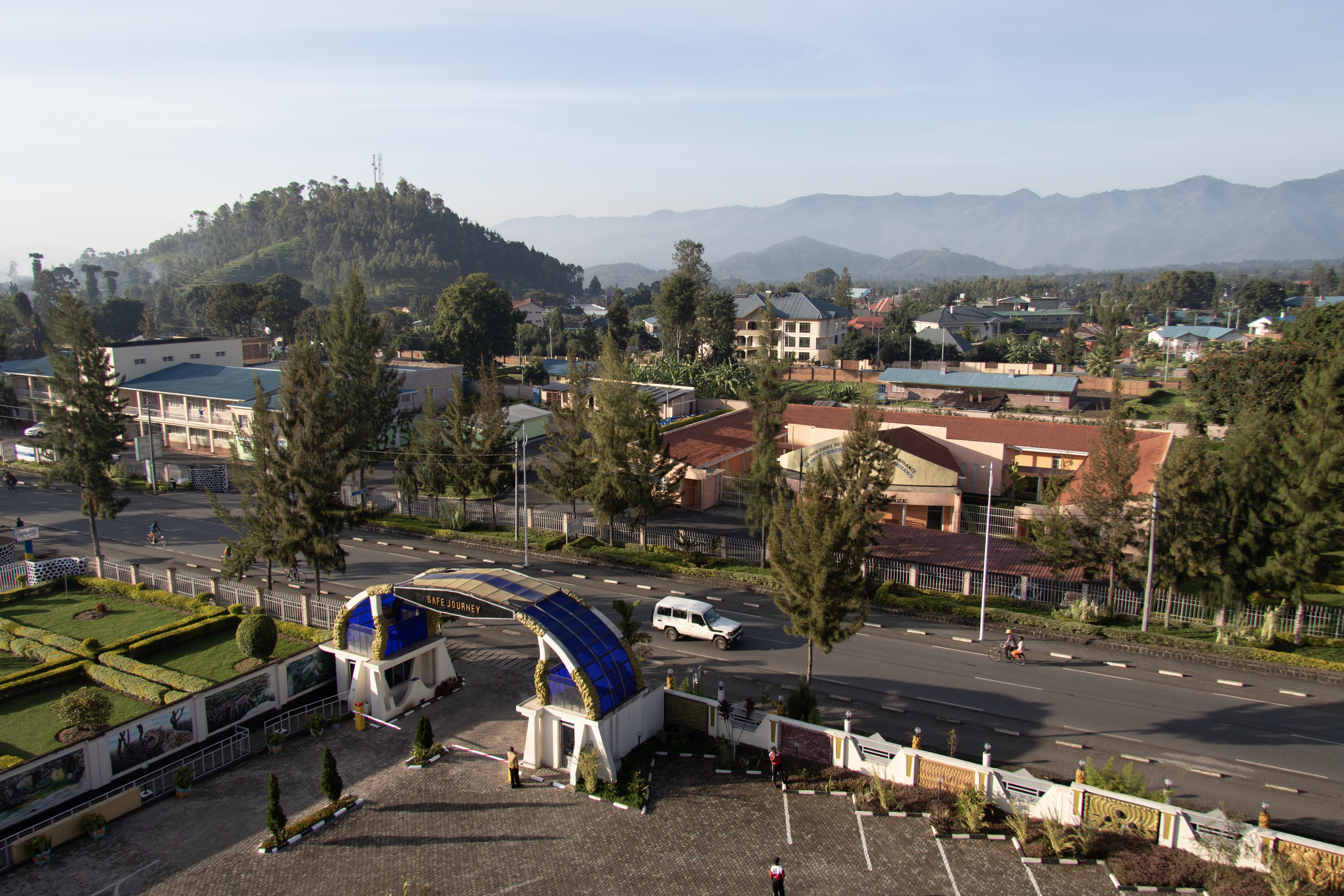
Musanze (Ruhengeri)

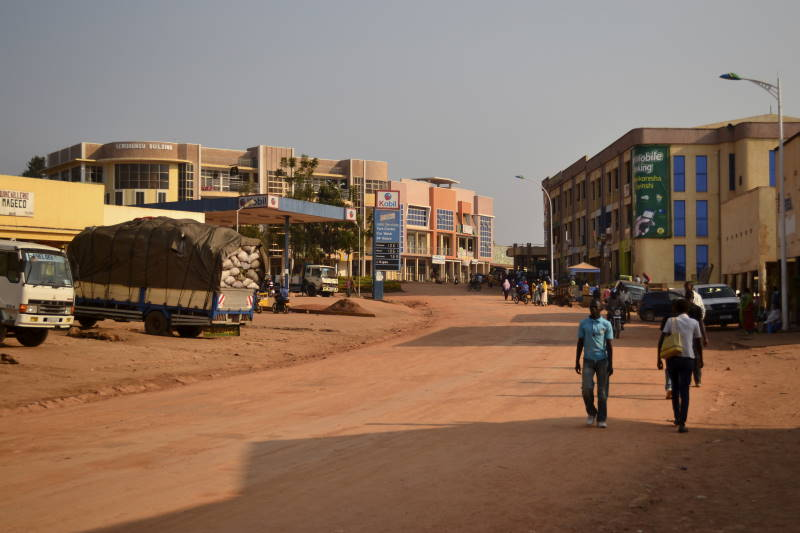
Huye (Butare)

Deze lijst van steden in Rwanda toont de 27 Rwandese steden met meer dan 10.000 inwoners. Hiervan liggen er 4 in de Noordelijke Provincie, 8 in de Westelijke Provincie, 7 in de Zuidelijke Provincie en 6 in de Oostelijke Provincie. Daarnaast bevinden de hoofdstad Kigali en de stad Kabuga zich in de gelijknamige provincie. In de 27 grootste steden wonen bij elkaar ongeveer 1,5 miljoen mensen. Rwanda is historisch gezien een sterk ruraal land: in 1978 was de urbanisatiegraad 4,61% van de bevolking, in 1991 5,47%. In 2012 was de urbanisatiegraad echter gestegen naar 16,5%. Dit had onder andere te maken met de nasleep van de Rwandese Genocide, waarbij veel terugkerende vluchtelingen zich in de steden vestigden.

## Tabel
Deze tabel toont het overzicht van alle steden in Rwanda met meer dan 10.000 inwoners. Provinciale hoofdsteden zijn dikgedrukt.
Voor veel steden ontbreken de gegevens van voor 2012. Dit is omdat er in Rwanda historisch gezien weinig steden waren. Veel van de steden in de onderstaande tabel waren tijdens voorgaande volkstellingen nog een dorp of gehucht.
| Stad      | Bevolking (1978) | Bevolking (1991) | Bevolking (2012) | District                     | Provincie |
| --------- | ---------------- | ---------------- | ---------------- | ---------------------------- | --------- |
| Kigali    | 115.990          | 235.664          | 859.332          | Gasabo, Kicukiro, Nyarugenge | Kigali    |
| Rubavu    | 12.655           | 22.156           | 136.830          | Rubavu                       | Western   |
| Musanze   | 18.942           | 29.286           | 59.333           | Musanze                      | Northern  |
| Huye      |                  | 29.300           | 50.220           | Huye                         | Southern  |
| Muhanga   | 8.531            | 17.490           | 49.038           | Muhanga                      | Southern  |
| Gicumbi   | 7.702            | 11.947           | 34.544           | Gicumbi                      | Northern  |
| Rusizi    | 7.201            | 9.693            | 27.416           | Rusizi                       | Western   |
| Nyanza    |                  | 9.100            | 25.417           | Nyanza                       | Southern  |
| Bugarama  |                  |                  | 24.679           | Rusizi                       | Western   |
| Kayonza   |                  |                  | 21.482           | Kayonza                      | Eastern   |
| Rwamagana |                  | 6.500            | 18.009           | Rwamagana                    | Eastern   |
| Nyamata   |                  |                  | 17.076           | Bugesera                     | Eastern   |
| Ruhango   |                  |                  | 17.051           | Ruhango                      | Southern  |
| Nyamagabe | 5.637            | 8.506            | 16.695           | Nyamagabe                    | Southern  |
| Mukamira  |                  |                  | 15.101           | Nyabihu                      | Western   |
| Mugina    |                  |                  | 14.755           | Kamonyi                      | Southern  |
| Nyagatare |                  |                  | 14.320           | Nyagatare                    | Eastern   |
| Ruyenzi   |                  |                  | 12.995           | Kamonyi                      | Southern  |
| Rwimiyaga |                  |                  | 12.490           | Nyagatare                    | Eastern   |
| Busogo    |                  |                  | 12.460           | Musanze                      | Northern  |
| Karongi   | 3.045            | 4.393            | 12.325           | Karongi                      | Western   |
| Bigogwe   |                  |                  | 12.015           | Nyabihu                      | Western   |
| Ngoma     |                  | 7.100            | 11.537           | Ngoma                        | Eastern   |
| Kinigi    |                  |                  | 11.530           | Musanze                      | Northern  |
| Kora      |                  |                  | 10.465           | Nyabihu                      | Western   |
| Rubengera |                  |                  | 10.431           | Karongi                      | Western   |

De gebruikte gegevens zijn afkomstig van citypopulation.de en kunnen afwijken van andere databronnen.
De censusgegevens van 2002 zijn niet meegenomen in de tabel. Dit is omdat in 2002 bij de berekening van stedelijke gebieden ook de bevolking van de omliggende sector werd meegerekend.